# 瘦海羽水蚤
瘦海羽水蚤（学名：Haloptilus tenuis）为亮羽水蚤科海羽水蚤屬下的一个种。